# Mafia Girl
Mafia Girl ist ein Pornofilm-Blockbuster des Studios Marc Dorcel aus dem Jahr 2008. Regie führte Moire Candy.

## Handlung
Der Krieg der Banden tobt. Der als "Crazy Joe" bekannte ist der am meisten gefürchtete unter den Bossen dieser dunklen und perversen Unterwelt. Seine Schwäche ist seine Sucht nach wunderschönen und sexuell begehrenswerten Frauen. Er ignoriert nur einen Punkt: Unter diesen schönen Mädchen gibt es infiltrierte Agenten, die nicht zögern, mit Joe echte Spezialspiele zu spielen und sexuelle Freuden zu erleben. 